# Psara atritermina
Psara atritermina is een vlinder uit de familie grasmotten (Crambidae). De wetenschappelijke naam van deze soort is voor het eerst gepubliceerd in 1913 door George Francis Hampson.
De soort komt voor in Gambia, Kenia, Zuid-Afrika en India.